# Дерманская трагедия
Дерманская трагедия (укр. Дерманська трагедія) — серия военных преступлений, совершённых немецкими нацистами и украинскими полицейскими в селе Дермань.

## События
В конце мая 1943 в Дермань въехали колонны немецких войск и польских шуцманов. Неподалёку от монастыря были согнаны около 200 человек, которых заставили сидеть там до вечера с заброшенными за голову руками и под прицелом пулемётов. Жителям, которые остались в центре села, немецкий офицер объяснил, что власть недовольна невыполнением плана снабжения хлебом и скотом, а также недопоставкой рабочей силы в нацистская Германия. Дерманцы ждали худшего, но через несколько часов их освободили — под обещание немедленно «исправиться». Когда они направились в свои дома, то увидели, как дымит отдалённое Залужье, жителей загнали в колонну и повели в яму, где в то время было заброшено производство извести. В этой кровавой акции принимали активное участие поляки Петр Шавронский и Янек Пшевоський.
В период оккупации на территории села размещались Картографический институт УПА, мастерские по ремонту оружия и выпуску мин, изготовлению одежды, школа старшин УПА, а также референтура СБ ОУН. Всего в этом селе в годы немецкой оккупации и в первые годы после освобождения села Красной армией оккупантами, польскими полицаями и украинскими националистами ОУН замучено и убито более 450 человек.
В 1957, расчищая один из заброшенных колодцев на территории Дерманского монастыря, колхозник этого села выявил заваленные там камнями останки замученных своих односельчан. Всего выявлены в колодце останки примерно 16-ти человек, которые были убиты и скинуты туда украинскими националистами в период с 1944 до 1948. В поднятых из колодца останках человеческих трупов обнаружен череп человека с забитым в него железным зубом бороны. Второй череп был пронизан насквозь шкворнем. Найдена петля из кабеля с закруткой — орудие, которым сотрудники СБ ОУН обычно душили людей. В доме, в котором размещалась оуновская служба безопасности, были замучены сотни советских граждан, трупы которых затем сбрасывались в колодцы. В ограде дома оказался ещё один колодец, в котором были найдены останки жертв террора населения деятелями ОУН(б).
Массовые захоронения жертв террора находили в этом селе и раньше, но лишь в конце 1950-х годов удалось до конца выяснить причины Дерманской трагедии. Коими являлись опасения руководителей националистического подполья о том что существование на освобождённой территории хозяйства и проживание функционеров станут известны советским органам государственной безопасности и охраны правопорядка. В связи с чем в село были стянуты дополнительные боёвки СБ, которые и учиняли террор над людьми, вызывавшими подозрения.

## Суд
Из 450 замученных и уничтоженных жителей лишь 28 являлись военнослужащими Красной армии, остальные — мирные жители, дети, старики, женщины. В 1959 в Дубно состоялся открытый судебный процесс, на котором организатор террора Василий Андрощук был полностью изобличён показаниями выживших очевидцев и подпольным «архивом», изъятым из молочных бидонов. При этом, как признал сам В. Андрощук, им лично было убито 73 человека.